# Christian Mouly
Pour les articles homonymes, voir Mouly.
Christian Mouly, né le 17 juin 1949 à Béziers et mort le 27 novembre 1996 à Narbonne, est un avocat et juriste français.
Professeur agrégé de droit privé, il était inscrit au barreau de Narbonne.

## Biographie
Il était le fils aîné d'Hubert Mouly (1929-2006), avocat et maire de Narbonne de 1971 à 1999, et le frère ainé de Didier Mouly (1951-2023) qui sera également avocat et maire de cette ville. Christian Mouly fit toutes ses études à la Faculté de droit de Montpellier où il soutint sa thèse de doctorat en 1979, dans laquelle il formula la théorie de la dualité, en distinguant l'obligation de règlement et l'obligation de couverture en matière de cautionnement. 
Christian Mouly fut reçu major du concours d'agrégation auquel il se présentait pour la première fois. Après une préparation de son sujet durant 24 heures, comme il est d'usage, il fit devant le jury sa leçon d'une heure (en trois parties), sans l'aide d'aucune note. 
Inspiré par les idées libérales dont notamment celles de Friedrich Hayek, il mit en avant le concept de sécurité juridique (JCP 1994 .G.1.3776 « Le revirement pour l'avenir » et Petites affiches no 53 du 4 mai 1994 « Comment limiter la rétroactivité des arrêts de principe et de revirement ? ») et de cautionnement.
Il fut membre du jury du concours d'agrégation en 1993 (sous la présidence de Philippe Malaurie).

## Hommage
L'ouvrage Mélanges Christian Mouly, composé de contributions d'universitaires et de praticiens du droit, a été publié en son honneur en 1998, aux éditions Litec.

## Ouvrages
- Christian Mouly, Les Causes d’extinction du cautionnement, thèse, Montpellier, Litec, 1979
- Christian Mouly, « La Convention de Genève sur la représentation en matière de vente internationale de marchandises » [« The International Sale of Goods and the Geneva Convention on Agency » - in French], 35 Revue internationale de droit comparé, France, 1983, 829-839
- Christian Mouly, « Le droit peut-il favoriser l'intégration européenne ? », Revue Internationale de droit comparé, 1985, vol. 37, Numéro 4, p. 895-945.
- Christian Mouly, « Présentation du Colloque sur l’Analyse Économique du Droit (Introduction to the Symposium of Economic Analysis of Law) », Revue de la Recherche juridique, 1987, 413 ff.
- Christian Mouly, « Présentation de la Convention de Vienne (11 avril 1980) sur la vente internationale de marchandises » [Presentation on the CISG - in French], Jurisclasseur Périodique, Paris (1988) éd. E, 31-34
- Christian Mouly, « La conclusion du contrat selon la Convention de Vienne sur la vente internationale de marchandises »  [Formation of the Contract under the  CISG  - in French], 15 Droit et pratique du commerce international/International Trade Law and Practice, Paris (1989) 400-421
- M. Cabrillac et Ch. Mouly, Droit des sûretés, Litec, Paris, 1re édition, 1990 et 3e édition, 1995
- Christian Mouly, La formation du contrat  [Formation of the Contract - in French], in: Derains/Ghestin ed., Convention de Vienne et les incoterms, Paris: Librairie Générale de Droit et de Jurisprudence (1990) 55-82
- Christian Mouly, Le prix de vente et son paiement selon la Convention de Vienne de 1980 [Payment of the Price under the CISG - in French], in: Droit et affaires (Paris) No. 494 (April 1990) 61-72; in: 379 Les petites affiches, Les journaux judiciaires associés, Paris (1990) No. 72, 14-23
- Christian Mouly, L'esprit général de la Convention de Vienne sur la vente Internationale de marchandises [The General Spirit of the CISG - in French], in: Juristische Fakultät der Universität Heidelberg ed., Der juristische Beruf und das internationale Unternehmen im deutsch- französischen Rechtsverkehr/La profession juridique et l'entreprise internationale dans les relations juridiques franco-allemandes (Montpellier-Heidelberg 15-27 June 1990), Heidelberg (1991) 95-108
- Christian Mouly, Que change la Convention de Vienne sur la vente internationale par rapport au droit français interne ? [Differences between the  CISG  and French Law - in French], Recueil Dalloz Sirey: Paris (1991) Chron. 77-79
- Christian Mouly, Analyse Économique du Droit Régissant le Transfert de Propriété (Economic Analysis of Law Governing the Transfer of Property), in X (ed.), Faut-il Retarder le Transfert de Propriété ?’, JCP éd. E, 6 ff., 1995